# Psofometr
Psofometr (od starogreckiego: ψόφος, psóphos – hałas, szum) rodzaj przyrządu pomiarowego, który służy do pomiaru poziomu szumów w paśmie akustycznym.
Najbardziej charakterystyczna częścią psofonometru są jego filtry, (np. psofometr firmy PZT, model PSTR-3 posiada aż trzy: radiofoniczny, szerokopasmowy oraz telefoniczny), które zostały specyficznie ukształtowane. Ich charakterystyka – tłumiennościowo-częstotliwościowa – odzwierciedla wrażliwość ludzkiego ucha, która największa jest dla średnich częstotliwości.